# Matilde de Béthune
Matilda de Béthune (fallecida el 8 de noviembre de 1264), fue condesa consorte de Flandes por su matrimonio con Guido, conde de Flandes, y heredera de los títulos de señora de Béthune, de Dendermonde, de Richebourg y de Warneton, así como defensora de la abadía de Saint Vaast en Arras. Fue madre de Roberto, conde de Flandes, conocido como Roberto de Béthune por su madre.

## Biografía
Matilde, también conocida como Mathilde o Mahaut, nació hacia 1220, hija primogénita de Roberto VII, señor del castillo y la ciudad de Béthune y defensor de la abadía de St. Vaast en Arras, un importante terrateniente y uno de los doce pares de Flandes. Su madre era Isabel, viuda de Nicolás I, señor de Condé, e hija de Arnold IV, último señor de Morialmé. Roberto e Isabel tuvieron dos hijas más, Isabel y Sara.

### Condesa
A los 16 años, Matilde fue comprometida con Guido de Dampierre, nombrado cogobernante de Flandes por su madre, viuda, Margarita II de Flandes junto a ella y su hermano mayor Guillermo III de Dampierre, que murió en 1251. En reconocimiento de este importante matrimonio para su hija, Roberto de Béthune la dotó con una parte importante de sus tierras y títulos.
En octubre de 1245, todavía soltera y menor de edad, fue nombrada heredera de los territorios ancestrales fuera de Béthune, el Pays de l'Alleu donde disfrutaba poder de vida y muerte. El contrato de matrimonio fue firmado el 2 de febrero de 1246 y la boda tuvo lugar en Béthune. El 24 de junio de 1248 Roberto e Isabel escribieron una carta a Guido y Matilde confirmando que ambos heredarían sus tierras y títulos, lo que sucedió poco después.
Matilde se convirtió entonces en señora de Béthune, de Dendermonde, de Richebourg y de Warneton, así como patrona de la Abadía de Saint Vaast en Arras. Por matrimonio, Guido se llamó señor de estos territorios y defensor, lo que estaba haciendo en 1249.

### Muerte y legado
Matilde murió el 8 de noviembre de 1264 y fue enterrada en una tumba de mármol negro en la capilla de Saint Hubert dentro de la iglesia abacial de Flines-lez-Raches, donde posteriormente fue enterrado junto a ella su marido. Guido se casó de nuevo en 1265 y tuvo ocho hijos más.

## Descendencia
En sus 15 años de matrimonio tuvieron ocho hijos:
- María (muerta en 1297) casada con:
  1. En 1266 Guillermo de Jülich (m. 16 de marzo de 1278), hijo de Guillermo IV, conde de Jülich. Su hijo Guillermo de Jülich, conocido como Guillermo el Joven, murió en 1304 en la batalla de Mons-en-Pévèle.
  2. En 1285 Simón II de Châteauvillain (m. 28 de junio de 1305), señor de Arc-en-Barrois y Brémur-et-Vaurois, con quien tuvo ocho hijos.
- Roberto III (1249–1322), que sucedió como conde de Flandes.
- Guillermo (después de 1249-1311), señor de Dendermonde y Richebourg, casado en 1286 con Alicia, hija de Raul de Clermont y tuvo hijos.
- Juan (1250-4 de octubre de 1290), obispo de Metz y de Lieja.
- Balduino (1252–1296).
- Margarita (c. 1253 - 3 de julio de 1285), casada en 1273 con Juan I, duque de Brabante y tuvo cuatro hijos.
- Beatriz (c. 1260-5 de abril de 1291), casada con Florencio V, conde de Holanda y madre de Juan I, conde de Holanda.
- Felipe (c. 1263-noviembre 1318), conde de Teano, casado:
  1. En 1284 Matilde (m. 1303), condesa de Chieti, hija de Raúl de Courtenay, conde de Teano y Loreto.
  2. c. 1305 Petronila (d. c. 1335), hija de Godofredo de Milly, con quien tuvo tres hijos.